# آد
هي وحدة قياس تعتمد على الزمن. تستخدم لقياس توزيع مياه الأفلاج / فلج.

## مكان استخدامها
تستخدم هذه الوحدة في سلطنة عمان، التي تشتهر بوجود الأفلاج، وهي أحد أقدم وسائل الري المعمول بها في عمان منذ القدم.

## وحدة قياسها
يتم تقدير وحدة الآد بواسطة الساعات الفلكية، التي تعتمد بدورها على حساب الزمن منذ طلوع نجم إلى طلوع نجم آخر.

## طريقة حساب الآد
تزيد وتنقص وحدة الآد حسب صغر مساحة الأرض التي يتم سقيها وكبرها.